# Kota
För andra betydelser, se Kota (olika betydelser).
Kota (eller Kotah) är en stad vid Chambalfloden i delstaten Rajasthan i nordvästra Indien. Den är administrativ huvudort för distriktet Kota och hade cirka 1 miljon invånare vid folkräkningen 2011.